# Hasan Pakrawan
Hasan Pakrawan (pers. ‏حسن پاكروان‎; ur. 4 sierpnia 1911 w Teheranie, zm. 11 kwietnia 1979 tamże) – irański generał, w latach 1961–1965 dyrektor tajnej policji politycznej SAWAK.

## Życiorys
Był synem perskiego oficera i dyplomaty Fathollaha Chana i jego żony Emineh Pakrawan, pochodzącej z mieszanej persko-austriackiej rodziny. Gdy miał dwanaście lat, jego rodzice rozwiedli się. Przyczyną rozwodu były rozbieżne systemy wartości i aspiracje życiowe, jakie reprezentowali jego ojciec i matka, wychowana po europejsku. Po rozstaniu Emineh otrzymała prawo do opieki nad dziećmi i wyjechała z nimi do Belgii, gdzie została zawodową pisarką i otrzymała kilka nagród literackich.
Hasan Pakrawan uzyskał wykształcenie podstawowe i średnie w Belgii. Rozpoczął studia na uniwersytecie w Liège, jednak przerwał je, by wstąpić do szkoły wojskowej w Fontainebleau. Jego specjalnością była artyleria. W 1933, po ukończeniu szkoły, udał się do Moskwy na spotkanie z ojcem, sprawującym ówcześnie obowiązki ambasadora Persji w ZSRR. Następnie udał się do Iranu, gdzie natychmiast zatrudniono go w Akademii Oficerów w Teheranie. Razem z nim do Teheranu przybyły jego matka i młodsza siostra; Emineh Pakrawan została zatrudniona na Uniwersytecie Teherańskim, gdzie prowadziła wykłady z zakresu historii sztuki. Następnie została również prywatną nauczycielką niektórych dzieci z panującej dynastii Pahlawich.
W 1949 Hasan Pakrawan został pierwszym irańskim attaché wojskowym w Pakistanie i otrzymał awans na pułkownika. W okresie pełnienia tych obowiązków odwiedził go młody szach Mohammad Reza Pahlawi, który poszukiwał wówczas w siłach zbrojnych młodych i uzdolnionych oficerów, którzy mogliby stać się filarem jego rządów. Pakrawan musiał zrobić na nim dobre wrażenie, gdyż wkrótce później został powołany na dyrektora wywiadu wojskowego G-2. Podlegające mu siły zajmowały się m.in. infiltrowaniem opozycji, w szczególności komunistycznej partii Tude.
W okresie sprawowania urzędu premiera przez Mohammada Mosaddegha Pakrawan został w niejasnych okolicznościach odwołany ze stanowiska i skierowany jako dyplomata najpierw do Francji, a następnie do Indii, gdzie był attaché wojskowym. Wrócił do kraju na polecenie szacha w 1957, cztery lata po obaleniu Mosaddegha, by wziąć udział w tworzeniu – wspólnie z amerykańskimi doradcami – nowej tajnej policji politycznej SAWAK. Jej pierwszym dyrektorem został gen. Tejmur Bachtijar, zaś Hasana Pakrawana i jego zaufanego współpracownika Alawiego Kię powołano na jego zastępców. 
W 1961, gdy premier Ali Amini doprowadził do odwołania Bachtijara ze stanowiska z powodu jego nielojalności wobec rządu, Hasan Pakrawan został powołany na jego miejsce. Jedną z jego pierwszych decyzji było wprowadzenie zakazu stosowania tortur. Starał się również wpłynąć na szacha, by ten podjął rozmowy z opozycją, skupiał wokół siebie młodych technokratów i intelektualistów. O tym, że działania te zakończyły się całkowitym niepowodzeniem, przesądziły zamieszki w czerwcu 1963, po aresztowaniu jednego z opozycyjnych duchownych, Ruhollaha Chomejniego, stłumione przez rząd Asadollaha Alama. Dzień po zamieszkach Pakrawan przemówił przez radio do przywódców opozycji, zarzucając im, że doprowadzając do konfrontacji z rządem zawiedli jego zaufanie. Wszelka współpraca między nimi była już niemożliwa; działacze opozycji utrzymywali następnie, że SAWAK ponownie zaczął używać tortur wobec zatrzymanych, wymuszając w ten sposób zeznania, jakoby wystąpienie było sponsorowane przez naserowski Egipt. Również szach był niezadowolony z działalności Pakrawana; jego zdaniem zamieszki były możliwe tylko z powodu nieskutecznego działania policji politycznej. Mimo to Pakrawan przekonał monarchę, by pozwolić Chomejniemu wyjechać za granicę, zamiast skazywać go na śmierć. Wkrótce potem został odwołany ze stanowiska, które przejął po nim gen. Nematollah Nasiri.
Hasan Pakrawan pełnił następnie stanowisko ministra informacji, był ambasadorem irańskim w Pakistanie (1966-1969) i we Francji, następnie zaś jednym z doradców ministra dworu, co było już stanowiskiem czysto ceremonialnym.
Aresztowany po zwycięstwie rewolucji islamskiej, w więzieniu zajmował się czytaniem literatury perskiej i spisywaniem krótkich wspomnień. Został skazany na śmierć i rozstrzelany 11 kwietnia 1979 po procesie przed rewolucyjnym trybunałem. Jego wynik był z góry przesądzony; o straceniu Pakrawana razem z kilkunastoma innymi politykami związanymi z monarchią Pahlawich najprawdopodobniej zdecydował osobiście ajatollah Chomejni.

## Życie prywatne
W 1941 ożenił się z Fatemeh Farifteh, dyrektor jednego z irańskich szpitali, którą poznał, będąc w nim pacjentem. Mieli czworo dzieci. Jego językiem ojczystym był francuski, zaś język perski poznał biegle dopiero wtedy, gdy po studiach osiedlił się w Iranie.